# Francesco Botticini

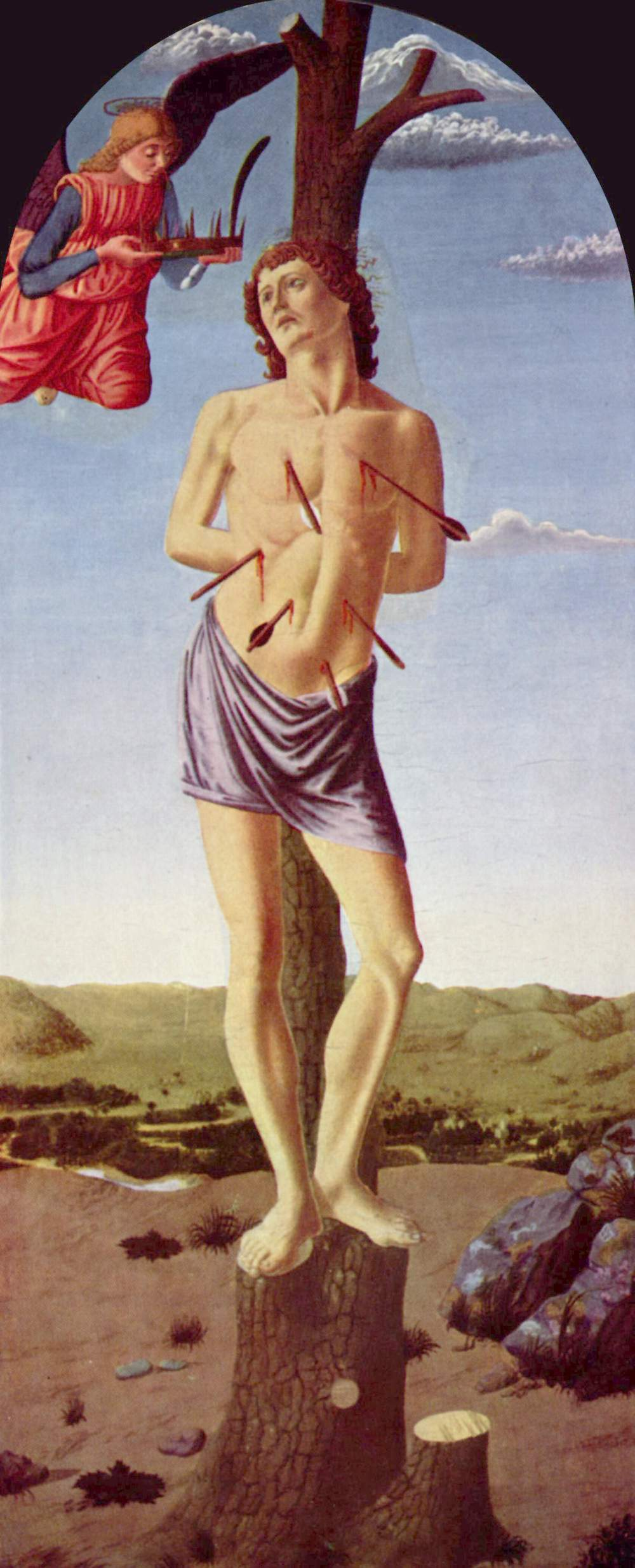
Der Hl. Sebastian, Öl auf Holz von Francesco Botticini

Francesco di Giovanni Botticini (* um 1446; † 22. Juli 1497 in Florenz) war ein italienischer Maler. Zu seinen Lebzeiten galten seine Bilder als dekorativ und waren sehr geschätzt. Botticini ahmte häufig die Werke seiner Zeitgenossen Botticelli und Filippino Lippi nach.

## Bedeutende Werke
Das Gemälde Die drei Erzengel und Tobias, entstanden 1470, wird in der Galleria degli Uffizi in Florenz ausgestellt. Das Gemälde Die drei Erzengel mit dem kleinen Tobias, entstanden nach 1485, ist in der Alten Pinakothek der Bayerischen Staatsgemäldesammlungen zu sehen.
Zwei seiner Werke befinden sich im Louvre, das Bild „Tabernacolo di San Sebastiano“ gilt als eine der bedeutendsten Sehenswürdigkeiten der Kollegiatkirche Sant’Andrea in Empoli.

Werke von Francesco Botticini
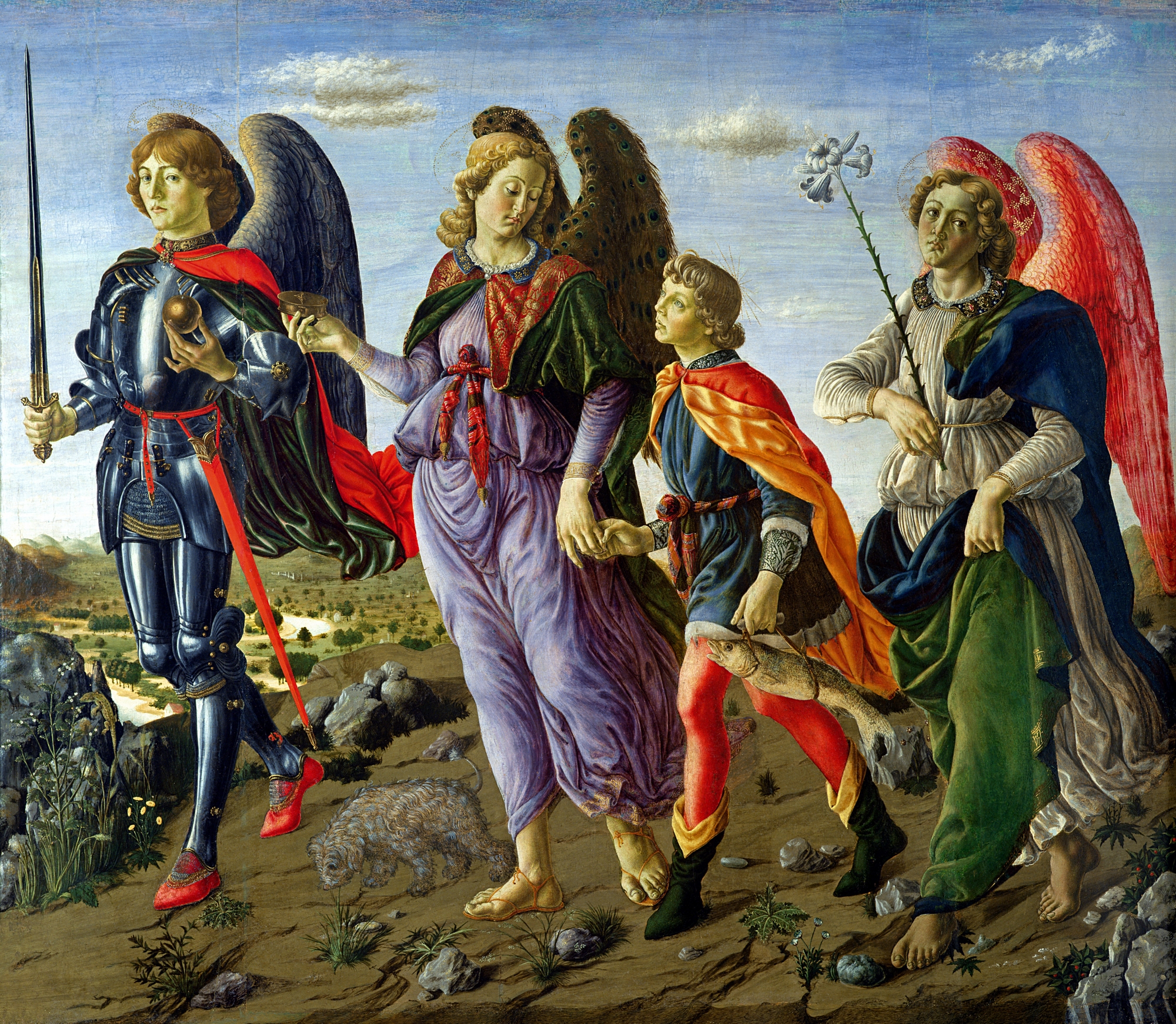
Die drei Erzengel Michael, Raphael und Gabriel führen Tobias, 1470, Uffizien, Florenz
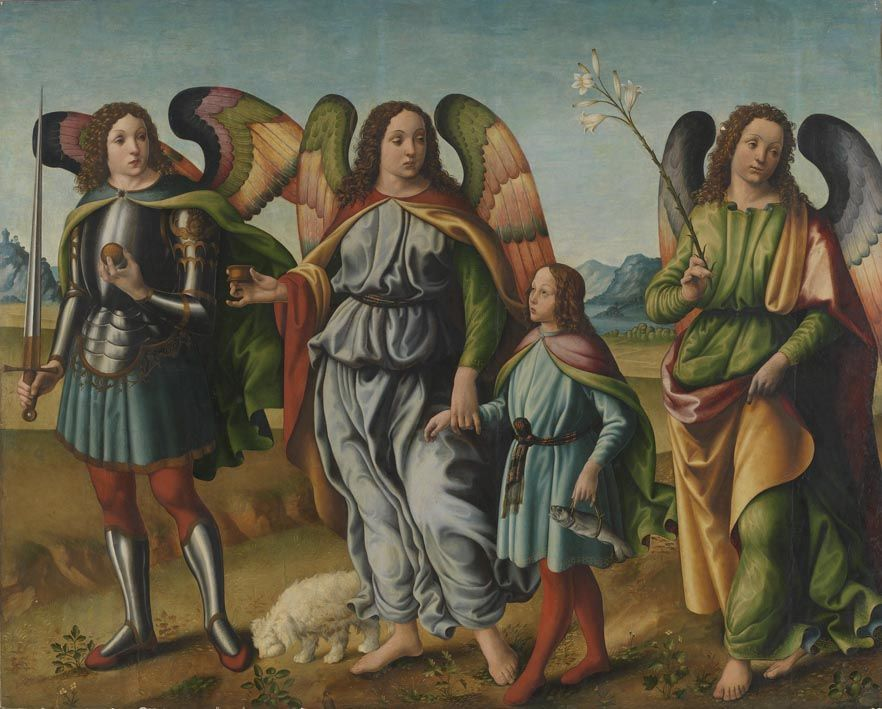
Die drei Erzengel mit dem kleinen Tobias, nach 1485, Alte Pinakothek, München